# 11978 Makotomasako
11978 Makotomasako è un asteroide della fascia principale. Scoperto nel 1995, presenta un'orbita caratterizzata da un semiasse maggiore pari a 2,6217512 UA e da un'eccentricità di 0,3035481, inclinata di 4,76917° rispetto all'eclittica.